# Pathhead, Midlothian
Pathhead är en by i Midlothian i Skottland. Byn är belägen 15 km 
från Edinburgh. Orten har 980 invånare (2016).